# Sarmīte Stone
Sarmīte Stone (* 30. Mai 1963 in Riga, Lettische SSR) ist eine ehemalige sowjetische Ruderin und zweifache Weltmeisterin im Achter.

## Sportliche Karriere
Die 1,80 m große Sarmīte Stone gewann ihren ersten Weltmeistertitel 1982 in Luzern, im Jahr darauf siegte der sowjetische Achter auch bei den Weltmeisterschaften in Duisburg. Bei den Weltmeisterschaften 1986 in Nottingham belegte sie den vierten Platz im Vierer mit Steuerfrau. 1987 kehrte sie in den Achter zurück. Bei den Weltmeisterschaften 1987 in Kopenhagen siegten die Rumäninnen vor den US-Ruderinnen, Stone gewann mit dem sowjetischen Achter die Bronzemedaille. Bei ihrer ersten Olympiateilnahme 1988 in Seoul ruderte Sarmīte Stone zusammen mit Marina Smorodina im Zweier ohne Steuerfrau. Die beiden belegten im Vorlauf den vierten Platz und erreichten mit einem zweiten Platz im Hoffnungslauf hinter Neuseeland das Finale. Dort belegten die beiden sowjetischen Ruderinnen den fünften Platz mit über 17 Sekunden Rückstand auf die drittplatzierten Neuseeländerinnen.
1989 ruderten Stone und Smorodina bei den Weltmeisterschaften in Bled im Vierer ohne Steuerfrau, als Siegerinnen des B-Finales belegte der sowjetische Vierer den siebten Platz. 1991 kehrte Stone in den sowjetischen Achter zurück. Bei den Weltmeisterschaften in Wien gewann der sowjetische Achter mit einer halben Sekunde die Silbermedaille hinter den Kanadierinnen. Bei den Olympischen Spielen 1992 in Barcelona trat keine sowjetische Mannschaft mehr an, stattdessen vertrat das Vereinte Team die meisten Nachfolgestaaten der Sowjetunion. Der Achter des Vereinten Teams mit Sarmīte Stone belegte im Vorlauf den zweiten Platz hinter dem deutschen Boot und qualifizierte sich als viertes Boot des Hoffnungslaufs für das Finale. Dort belegte die Crew den vierten Platz mit fast zwei Sekunden Rückstand auf die drittplatzierten Deutschen.